# André Antoine
André Antoine (ur. 31 stycznia 1858 w Limoges, zm. 19 października 1943 w Le Pouliguen) – francuski reżyser, aktor, czołowy przedstawiciel naturalizmu w teatrze.

## Życiorys
W większości edukował się jako samouk. Pracował jako urzędnik w paryskiej kompanii gazowej. Po tym, gdy nie został przyjęty do słynnej szkoły aktorskiej Conservatoire przy Comédie-Française w Paryżu, wstąpił do zespołu amatorskiego towarzystwa miłośników teatru Cercle Gaulois. W 1887 założył Théâtre Libre, w którym próbował zrealizować program Zoli (na scenie poniósł on zupełną porażkę). Inscenizował m.in. realistyczne utwory francuskich pisarzy - Maupassanta, Goncourta, Porto-Riche, de Vigny, Balzaka i Zoli. Jako pierwszy we Francji wystawiał dramaty Tołstoja (Potęga ciemnoty 1888), Ibsena (Upiory 1890, Dzika kaczka 1891), Strindberga (Panna Julia 1893), Hauptmanna (Tkacze 1893), usiłując przy tym zbliżyć konwencje sceniczne do prawdy życia i zrywając z umownością i uniwersalizmem dekoracji i z kanonami romantycznej szkoły aktorskiej. W spektaklach dbał o podporządkowanie stylu gry aktorów ogólnej koncepcji przedstawienia (naturalność mimiki, ograniczenie patosu, gestu, ruchu i intonacji) i zwracał uwagę na zindywidualizowanie postaci w scenach zbiorowych. Jednakże jego nowatorskie wysiłki nie znalazły poparcia i Théâtre Libre zbankrutował; mimo to znalazł naśladowców za granicą, m.in. w Niemczech (Freie Bühne Otto Brahna), W. Brytanii (Independent Theatre Jacoba Greina) i Rosji (MChAT Konstantina Stanisławskiego). W 1897 A. Antoine utworzył nową scenę - Théâtre Antoine, przystosowując jego repertuar do gustów mieszczańskiej publiczności, 1906-1914 kierował teatrem Odeon, a po 1914 poświęcił się krytyce literackiej i pisaniu pamiętników. W 1917 zrealizował film Pracownicy morza.